# MotoGP kanadai nagydíj
A MotoGP kanadai nagydíja egy motorverseny, melyet mindössze egy alkalommal, az 1967-es MotoGP-világbajnokságon rendeztek meg.

## Győztes
| Év   | Helyszín | 125 cc            | 250 cc                | 500 cc                | Összefoglaló |
| ---- | -------- | ----------------- | --------------------- | --------------------- | ------------ |
| 1967 | Mosport  | Bill Ivy (Yamaha) | Mike Hailwood (Honda) | Mike Hailwood (Honda) | Összefoglaló |